# Пунгінське сільське поселення
Пу́нгінське сільське поселення (рос. Пунгинское сельское поселение) — адміністративна одиниця у складі Верхошижемського району Кіровської області Росії. Адміністративний центр поселення — присілок Пунгіно.

## Історія
Станом на 2002 рік на території сучасного поселення існували такі адміністративні одиниці:
- Пунгінський сільський округ (село Ілгань, кордон Лісничество, присілки Гребені, Кадесніково, Котельне, Пунгіно, Свобода, Скородум, Чернеєво)

Поселення було утворене згідно із законом Кіровської області від 7 грудня 2004 року № 284-ЗО у рамках муніципальної реформи шляхом перетворення Пунгінського сільського округу.

## Населення
Населення поселення становить 527 осіб (2017; 523 у 2016, 509 у 2015, 516 у 2014, 504 у 2013, 529 у 2012, 558 у 2010, 687 у 2002).

## Склад
До складу поселення входять 9 населених пунктів:
| Населений пункт       | Населення, осіб (2002) | Населення, осіб (2010) |
| --------------------- | ---------------------- | ---------------------- |
| Гребені, присілок     | 2                      | 3                      |
| Ілгань, село          | 134                    | 109                    |
| Кадесніково, присілок | 26                     | 7                      |
| Котельне, присілок    | 0                      | 0                      |
| Лісничество, кордон   | 37                     | 31                     |
| Пунгіно, присілок     | 402                    | 363                    |
| Свобода, присілок     | 5                      | 4                      |
| Скородум, присілок    | 68                     | 38                     |
| Чернеєво, присілок    | 13                     | 3                      |